# Ремерсаро Коронель, Инес
Инес Ремерсаро Коронель (исп. Inés Remersaro Coronel; род. 2 декабря 1992 года, Монтевидео, Уругвай) — уругвайская пловчиха. Специализируется в плавании на спине на дистанциях 100 и 200 метров
Дебютировала в составе сборной страны на Панамериканских играх 2011 года. В следующем году она участвовала в 2012 Олимпийских играх в заплыве на 100 метров и в Чемпионате мира по плаванию на короткой воде 2012 года.
Она тренируется в Баптистском университете Оклахомы и её тренер — Хавьер Головченко.

## Личный рекорд
- 100 метров на спине: 1.06,42
- 200 метров на спине: 2.23,08
- 200 метров вольный стиль: 2.13,05[6]